# Grand Prix automobile des États-Unis 2017
GP précédent GP suivant
Le Grand Prix automobile des États-Unis 2017 (2017 Formula 1 United States Grand Prix), disputé le 22 octobre 2017 sur le Circuit des Amériques, est la 973e épreuve du championnat du monde de Formule 1 courue depuis 1950. Il s'agit de la quarante-deuxième édition du Grand Prix des États-Unis et de la trente-quatrième comptant pour le championnat du monde de Formule 1. Ce sixième Grand Prix disputé sur ce circuit situé à Austin (Texas) est la dix-septième manche du championnat 2017.
Sur le circuit des Amériques, où il s'est déjà imposé quatre fois depuis 2012, Lewis Hamilton se montre intouchable durant la totalité des séances d'essais et des trois phases des qualifications. Il n'a besoin que d'une tentative lors de la dernière phase qualificative pour se mettre hors de portée de ses rivaux en établissant le nouveau record de la piste, en 1 min 33 s 108. Il porte son propre record de pole positions à soixante-douze, pour son onzième départ en tête de la saison. Sebastian Vettel se rapproche à 239 millièmes de seconde en fin de séance pour s'élancer à ses côtés, en première ligne. 9 millièmes de seconde séparent trois pilotes dans la lutte pour la deuxième ligne ; Valtteri Bottas devance finalement Daniel Ricciardo et Kimi Räikkönen qui obtiennent le même temps. La quatrième place échoit à l'Australien qui a réalisé sa performance plus tôt que le pilote Ferrari, qui s'élance dès lors en troisième ligne, aux côtés d'Esteban Ocon qui bénéficie de la pénalité de quinze places de recul infligée à Max Verstappen, auteur du sixième temps. Carlos Sainz Jr. débute chez Renault en quatrième ligne, devant son compatriote Fernando Alonso.  
Mercedes Grand Prix est sacré champion du monde des constructeurs pour la quatrième fois consécutive tandis que Lewis Hamilton, après sa neuvième victoire de l'année, la soixante-deuxième de sa carrière, est désormais tout proche de son quatrième titre mondial grâce aux soixante-six points d'avance sur Sebastian Vettel (une cinquième place lui suffit dans n'importe laquelle des trois dernières courses de la saison). Vettel, qui prend le meilleur départ et boucle les cinq premiers tours en tête, n'a aucun moyen de résister au pilote de la Flèche d'Argent qui porte une attaque, avec l'aide de son aileron arrière mobile, au bout de la ligne droite menant au douzième virage du circuit. Dès lors, Hamilton n'est plus inquiété et roule sans aucun problème vers sa cinquième victoire en six éditions du Grand Prix des États-Unis. Il s'impose avec une stratégie à un seul arrêt alors que Vettel doit en observer deux. Après son second passage par les stands, Vettel récupère, à cinq tours de l'arrivée, la deuxième place que lui cède Kimi Räikkönen sur ordre de la direction de Ferrari ; en pneus frais, il réalise le meilleur tour de la course dans sa cinquante-et-unième boucle. Pendant ce temps, Max Verstappen remonté du seizième rang sur la grille, revient dans les échappements du Finlandais et le dépasse dans le dernier tour en mettant ses quatre roues hors de la piste : pénalisé de cinq secondes pour cette manœuvre illicite, Verstappen rend la troisième marche du podium à Raïkkönen. Valtteri Bottas, en délicatesse avec ses pneus et dépassé par Räikkönen, Vettel et Verstappen dans les quinze derniers tours, termine l'épreuve en cinquième position, alors qu'Esteban Ocon est à nouveau le meilleur du reste du plateau en conservant la sixième place qu'il occupait sur la grille de départ. Il établit un nouveau record de vingt-six courses terminées consécutivement en autant de départs depuis ses débuts. Carlos Sainz Jr., pour sa première course chez Renault, se classe septième à un tour du vainqueur, Sergio Pérez, Daniil Kvyat et Felipe Massa prennent les derniers points en jeu. Daniel Ricciardo a abandonné sur casse moteur au bout de quatorze tours. 
En tête du championnat des pilotes, Hamilton, le seul à avoir marqué lors de toutes les manches, totalise désormais 331 points, loin devant Vettel (265 points) qui prend un d'avance sur Bottas (244 points) ; suivent Ricciardo resté à 192 points, Räikkönen (162 points), Verstappen (123 points), Pérez (86 points) et Ocon (73 points). Mercedes est désormais champion du monde des constructeurs avec 575 points contre 428 points pour la Scuderia Ferrari qui devance Red Bull Racing (315 points) ; suivent Force India (159 points), Williams (68 points) et la Scuderia Toro Rosso (52 points) tandis que Renault (48 points) repasse devant Haas (43 points). McLaren (23 points) et Sauber (5 points) ferment la marche.

## Contexte avant le Grand Prix

### Attribution des titres de champion du monde des pilotes et des constructeurs
Après sa victoire au Japon et avec une avance de 59 points sur Sebastian Vettel et de 72 points sur Valtteri Bottas, Lewis Hamilton peut remporter son quatrième titre de champion du monde à Austin s'il marque 16 points de plus que son rival afin de parvenir à 75 points d'avance, soit :
- s'il remporte le Grand Prix et que Vettel ne fait pas mieux que sixième ;
- s'il termine deuxième du Grand Prix, que Vettel ne fait pas mieux que neuvième et que Bottas ne gagne pas, le Finlandais ayant toujours un espoir de titre dans ce cas[1],[2].

Mercedes remporterait un nouveau titre de champion du monde des constructeurs :
- si aucune Ferrari ne marque ;
- si les deux Ferrari finissent derrière Mercedes ;
- si une Ferrari abandonne et que l'autre finit au-delà de la deuxième place ;
- si les deux Ferrari finissent au-delà de la cinquième place ;
- Dans le cas où Ferrari signe un doublé, Mercedes devra obligatoirement obtenir les troisième et quatrième places[1].

### Nouvelle composition de la Scuderia Toro Rosso

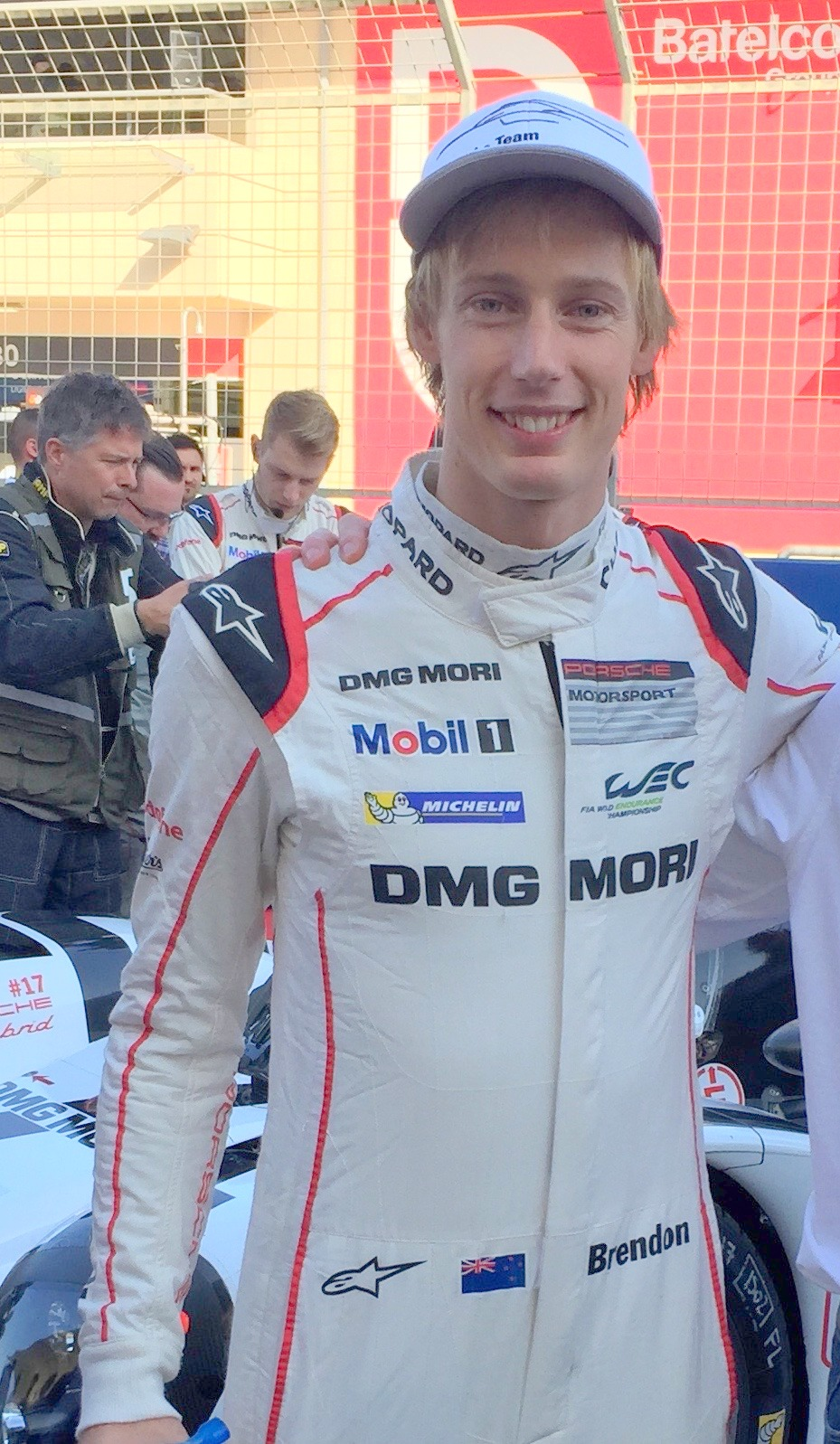
Brendon Hartley fait ses débuts en Formule 1 au Grand Prix automobile des États-Unis 2017.

Un nouveau changement de pilotes est acté au sein de la Scuderia Toro Rosso pour ce Grand Prix. Alors que Carlos Sainz Jr. et Pierre Gasly étaient à l'œuvre à Suzuka le 8 octobre, Brendon Hartley fait ses débuts en Formule 1 tandis que Daniil Kvyat fait son retour. Hartley remplace Pierre Gasly, retenu par le motoriste Honda pour disputer, à Suzuka, la finale du championnat Super Formula qu'il est en mesure de remporter et Daniil Kvyat pallie le départ de Carlos Sainz chez Renault où il remplace Jolyon Palmer,. Un tel double changement de pilotes ne s'était plus produit depuis le Grand Prix automobile d'Europe 1994 où, au sein du Team Lotus, Johnny Herbert et Philippe Adams avaient été remplacés par Éric Bernard et Alessandro Zanardi.

## Pneus disponibles
| Pneus pour piste sèche | Pneus pour piste sèche | Pneus pour piste sèche | Pneus pluie    | Pneus pluie |
| ---------------------- | ---------------------- | ---------------------- | -------------- | ----------- |
| Ultra tendres          | Super tendres          | Tendres                | Intermédiaires | Pluie       |

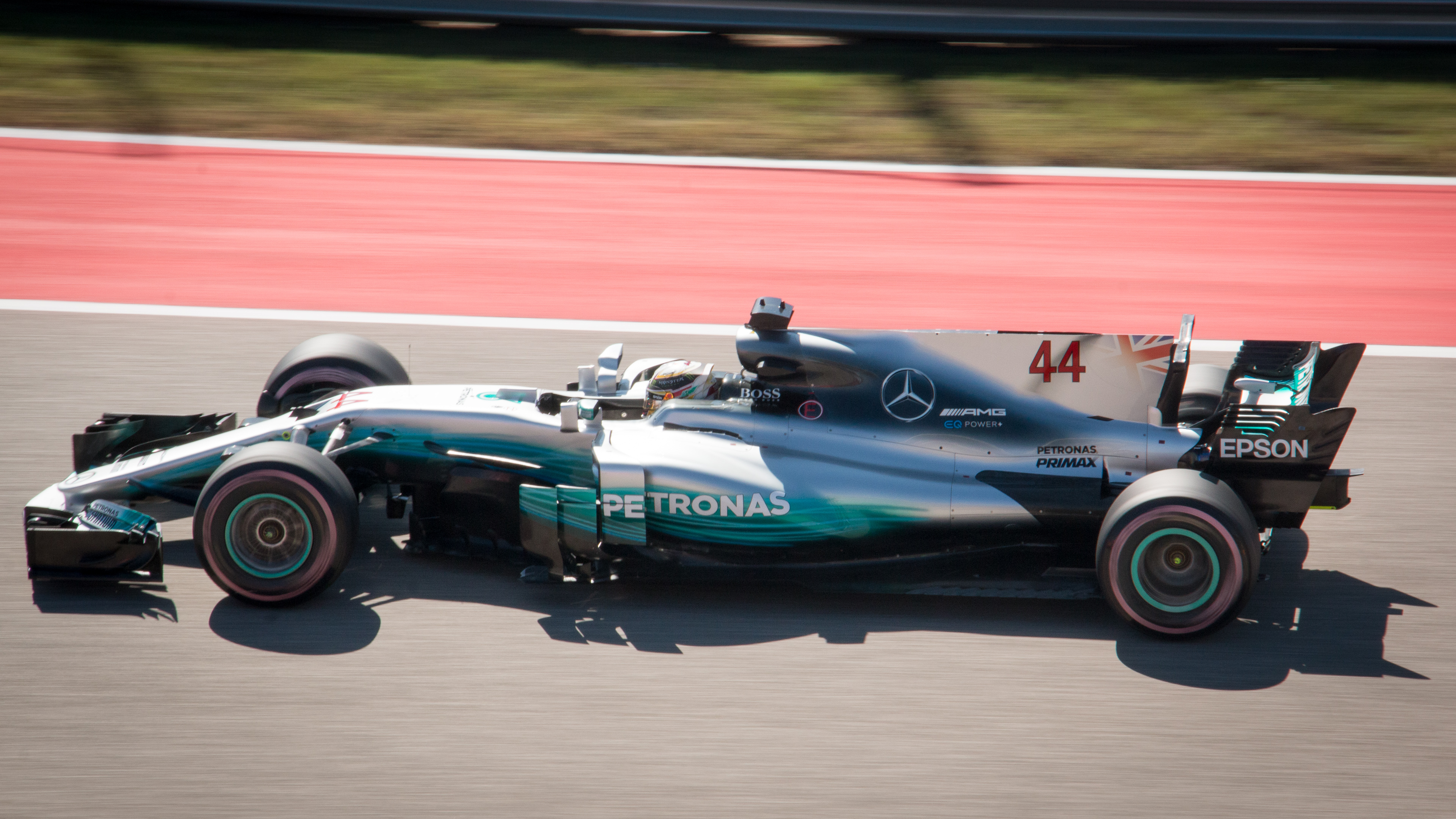
La monoplace de Lewis Hamilton chaussée de pneumatiques à flanc rose.

Les pneus ultra tendres sont utilisés pour la première fois sur le Circuit des Amériques. Habituellement violet, le flanc de ces pneumatiques est exceptionnellement rose pour soutenir la campagne internationale annuelle de prévention du cancer du sein connue aux États-Unis sous la dénomination National Breast Cancer Awareness Month.

## Essais libres

### Première séance, le vendredi de 10 h à 11 h 30
| Pos. | Pilote            | Voiture            | Chrono         | Écart     |
| ---- | ----------------- | ------------------ | -------------- | --------- |
| 1    | Lewis Hamilton    | Mercedes           | 1 min 36 s 335 |           |
| 2    | Sebastian Vettel  | Ferrari            | 1 min 36 s 928 | + 0 s 593 |
| 3    | Valtteri Bottas   | Mercedes           | 1 min 36 s 979 | + 0 s 644 |
| 4    | Max Verstappen    | Red Bull-TAG Heuer | 1 min 37 s 939 | + 1 s 004 |
| 5    | Stoffel Vandoorne | McLaren-Honda      | 1 min 37 s 352 | + 1 s 017 |
| 6    | Felipe Massa      | Williams-Mercedes  | 1 min 37 s 570 | + 1 s 235 |

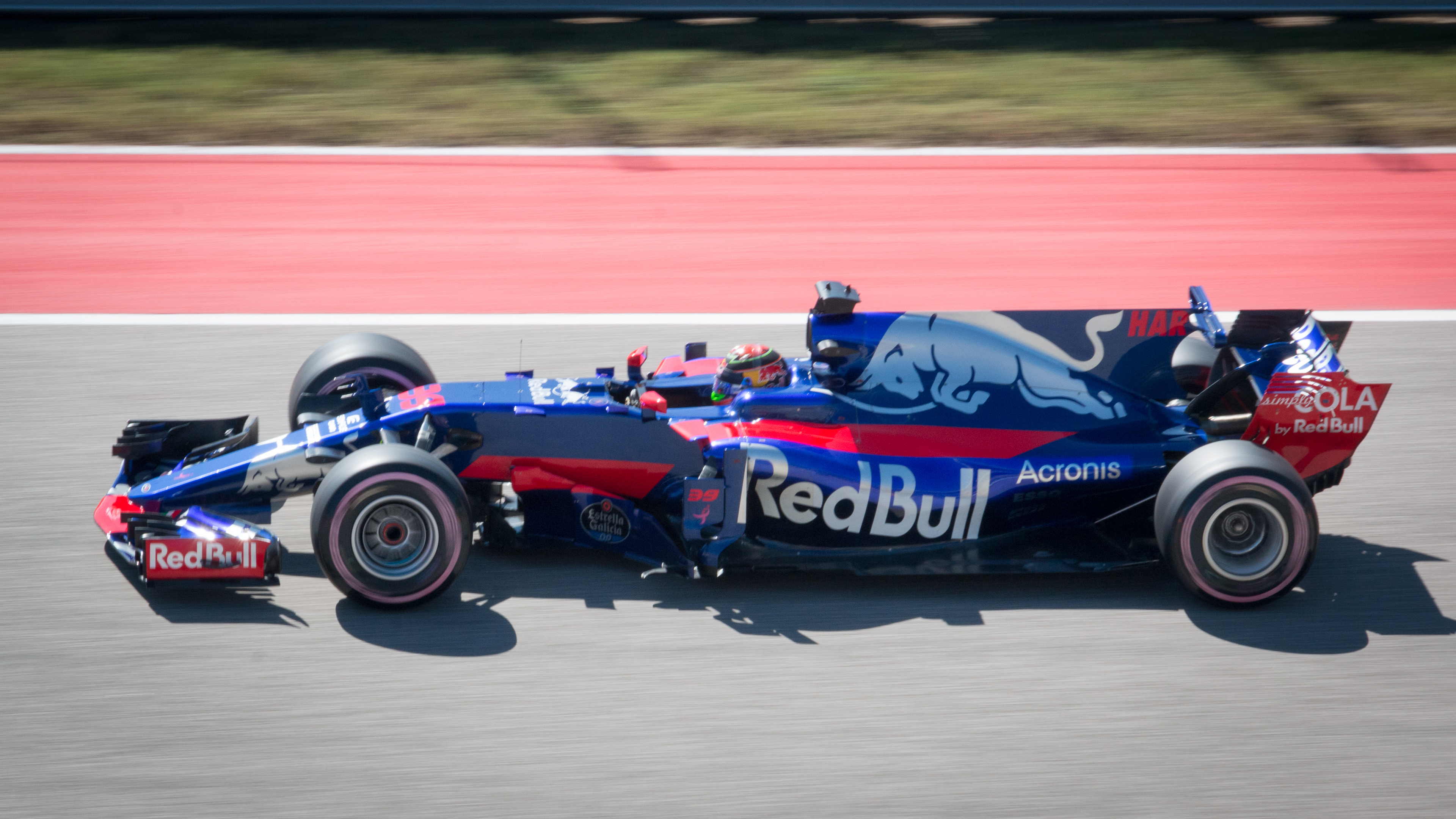
Brendon Hartley débutant au Grand Prix des États-Unis 2017.

- Sean Gelael, pilote-essayeur chez Scuderia Toro Rosso, remplace Daniil Kvyat lors de cette séance d'essais[8].
- Charles Leclerc remplace Pascal Wehrlein chez Sauber pour ces essais[9].

### Deuxième séance, le vendredi de 14 h à 15 h 30
| Pos. | Pilote           | Voiture            | Chrono         | Écart     |
| ---- | ---------------- | ------------------ | -------------- | --------- |
| 1    | Lewis Hamilton   | Mercedes           | 1 min 34 s 668 |           |
| 2    | Max Verstappen   | Red Bull-TAG Heuer | 1 min 35 s 065 | + 0 s 397 |
| 3    | Sebastian Vettel | Ferrari            | 1 min 35 s 192 | + 0 s 524 |
| 4    | Valtteri Bottas  | Mercedes           | 1 min 35 s 279 | + 0 s 611 |
| 5    | Daniel Ricciardo | Red Bull-TAG Heuer | 1 min 35 s 463 | + 0 s 795 |
| 6    | Kimi Räikkönen   | Ferrari            | 1 min 35 s 514 | + 0 s 846 |

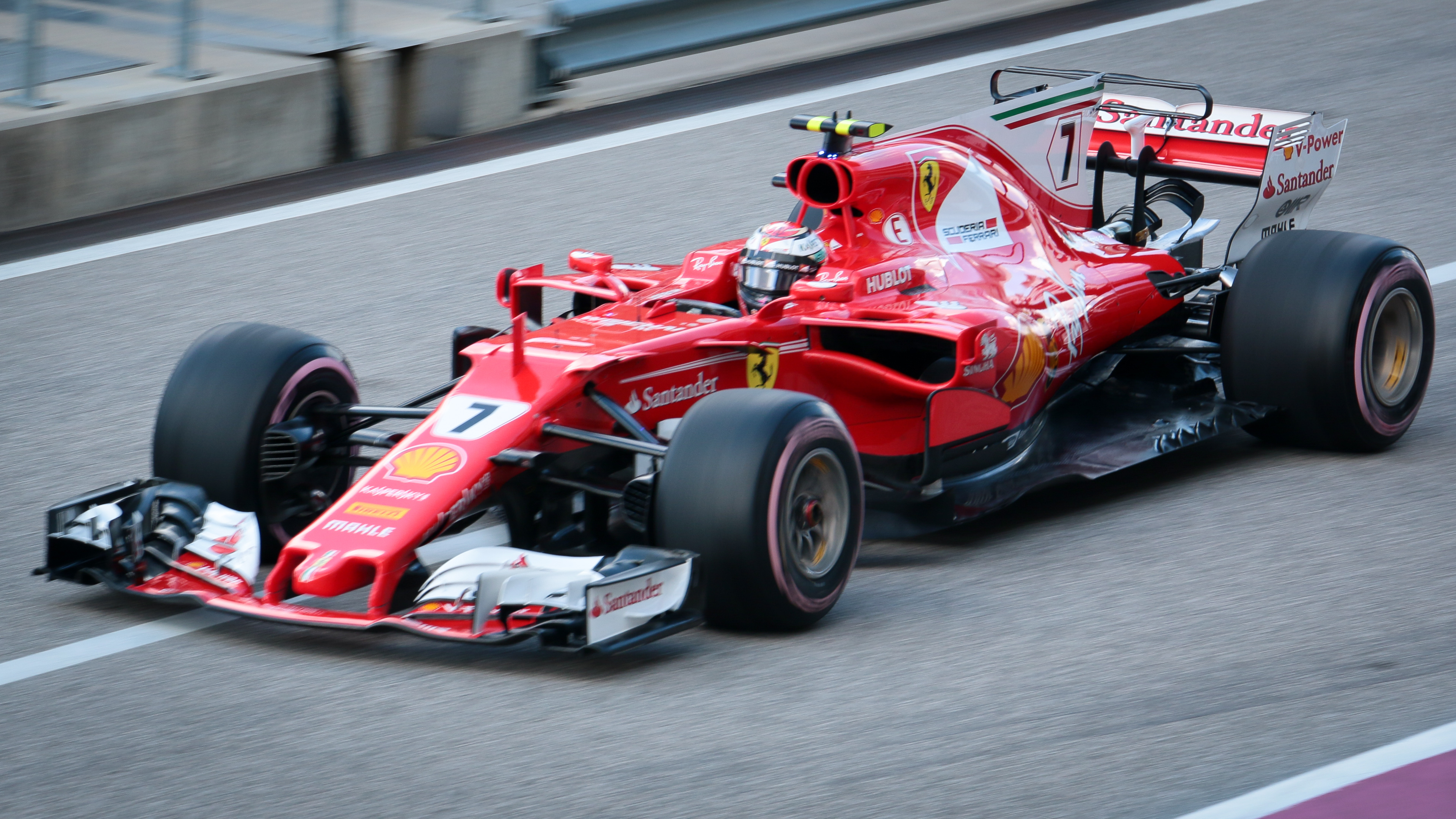
Kimi Räikkönen au Grand Prix des États-Unis 2017.

- Lors de cette séance d'essais libres, Lewis Hamilton bat, en 1 min 34 s 668, le record de la piste du Circuit des Amériques qu'il détenait depuis sa pole position de 2016 (1 min 34 s 999)[11].

### Troisième séance, le samedi de 10 h à 11 h

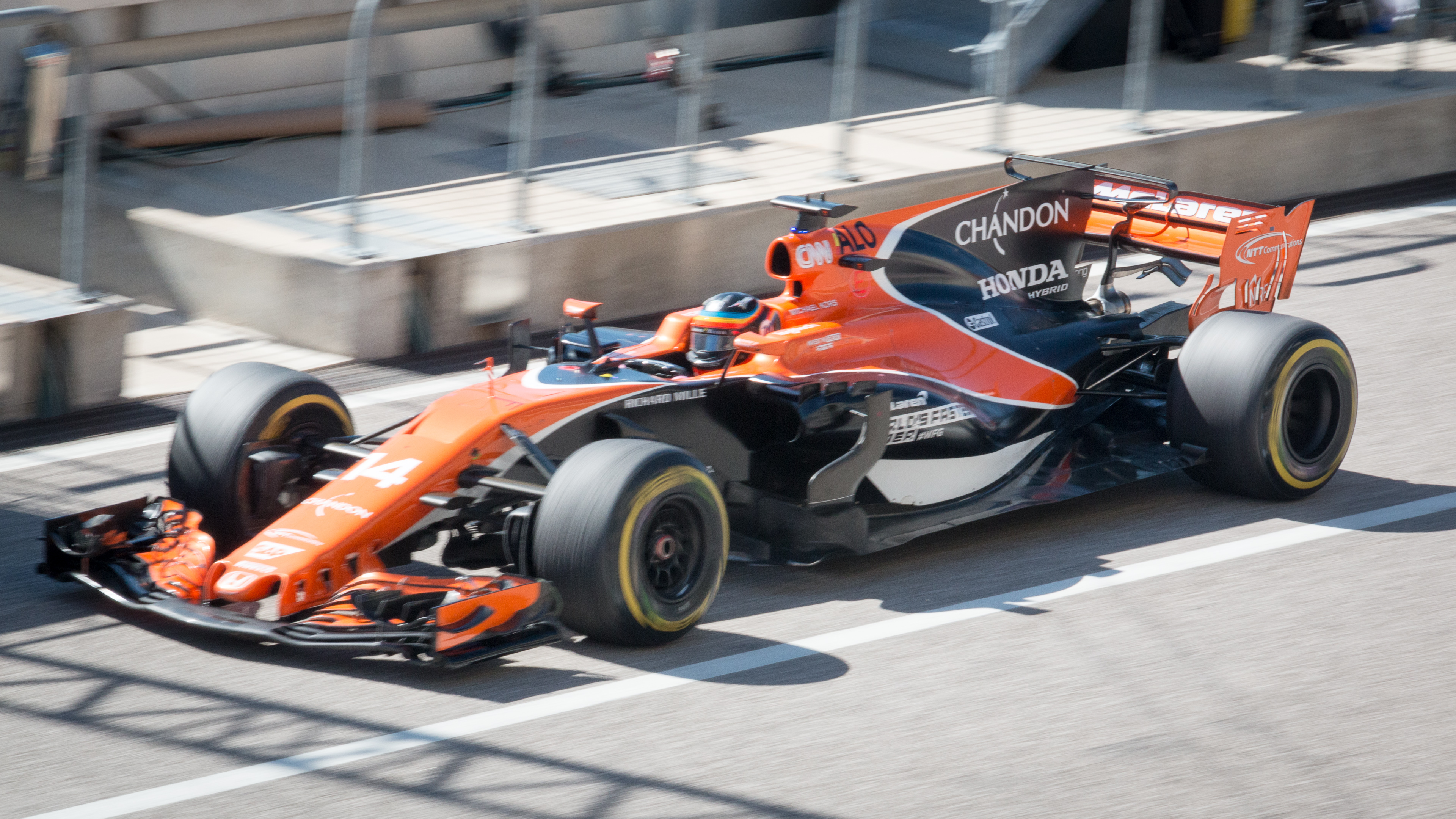
Fernando Alonso au Grand Prix des États-Unis 2017.

| Pos. | Pilote           | Voiture            | Chrono         | Écart     |
| ---- | ---------------- | ------------------ | -------------- | --------- |
| 1    | Lewis Hamilton   | Mercedes           | 1 min 34 s 478 |           |
| 2    | Sebastian Vettel | Ferrari            | 1 min 34 s 570 | + 0 s 092 |
| 3    | Valtteri Bottas  | Mercedes           | 1 min 34 s 692 | + 0 s 214 |
| 4    | Kimi Räikkönen   | Ferrari            | 1 min 34 s 755 | + 0 s 277 |
| 5    | Max Verstappen   | Red Bull-TAG Heuer | 1 min 35 s 103 | + 0 s 625 |
| 6    | Felipe Massa     | Williams-Mercedes  | 1 min 35 s 346 | + 0 s 868 |

## Séance de qualifications

### Résultats des qualifications

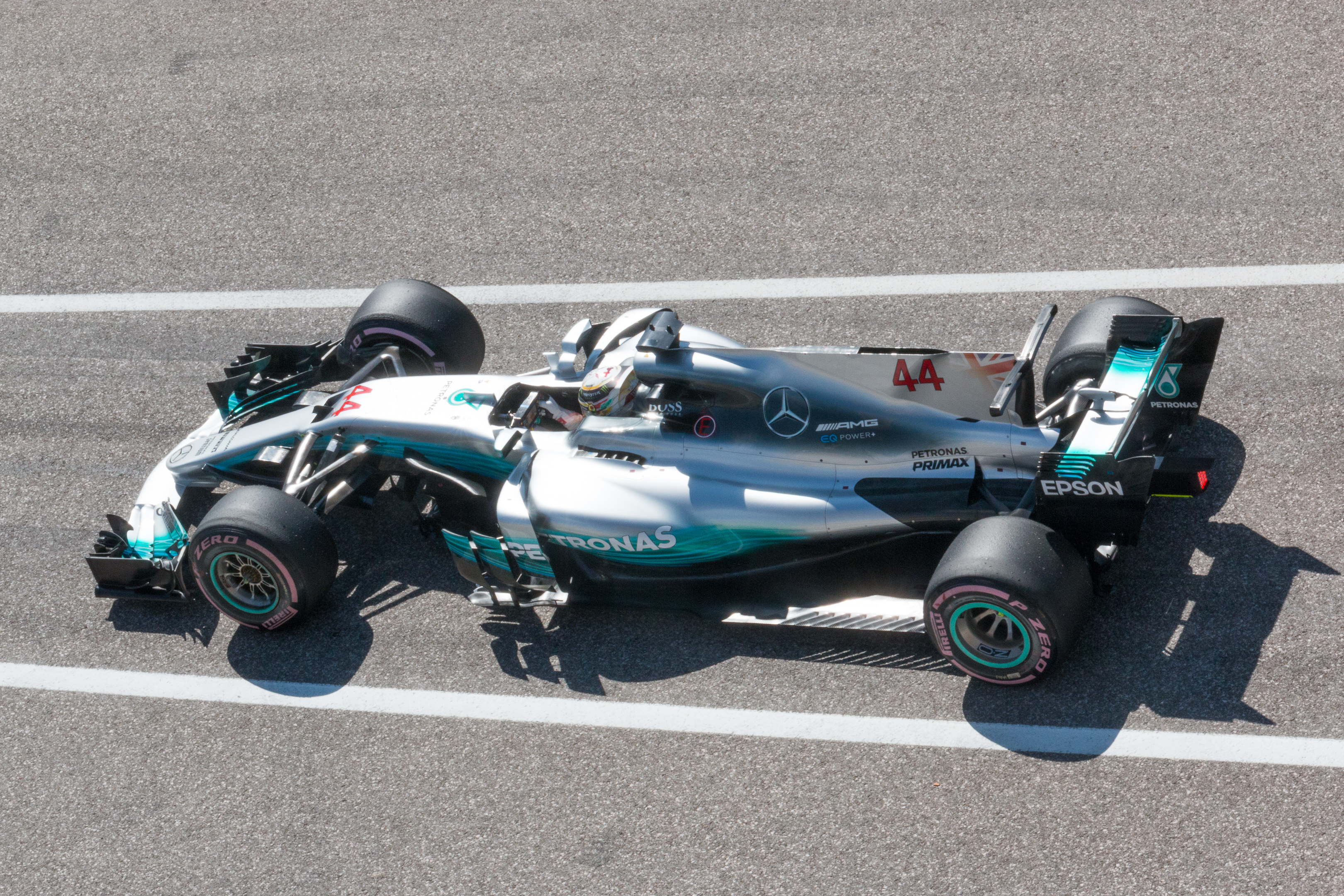
Lewis Hamilton au Grand Prix des États-Unis 2017.

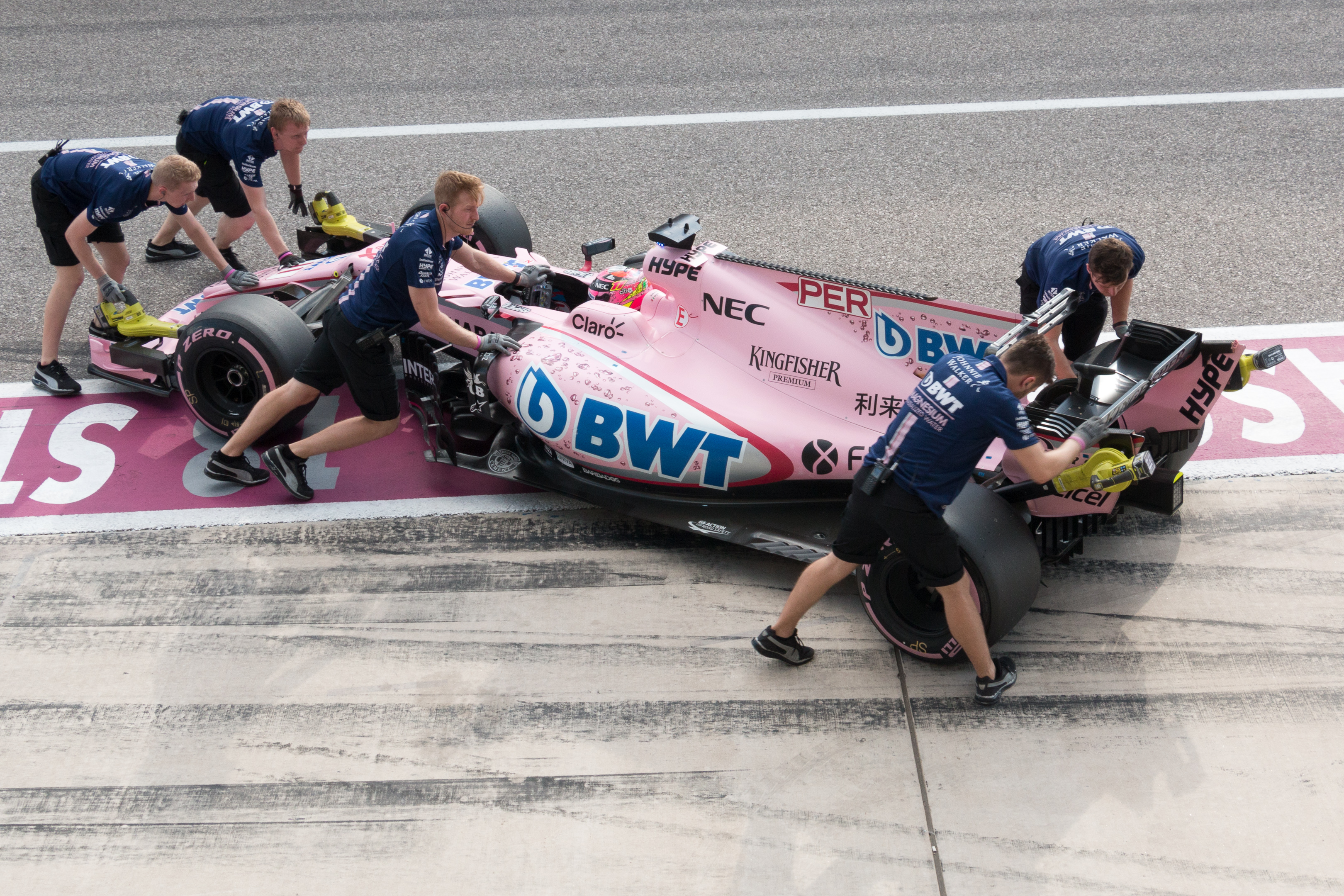
Sergio Pérez au Grand Prix des États-Unis 2017.

| Pos.                                                                                      | Pilote            | Écurie               | Qualifications 1 | Qualifications 2 | Qualifications 3 |
| ----------------------------------------------------------------------------------------- | ----------------- | -------------------- | ---------------- | ---------------- | ---------------- |
| 1                                                                                         | Lewis Hamilton    | Mercedes             | 1 min 34 s 822   | 1 min 33 s 437   | 1 min 33 s 108   |
| 2                                                                                         | Sebastian Vettel  | Ferrari              | 1 min 35 s 420   | 1 min 34 s 103   | 1 min 33 s 437   |
| 3                                                                                         | Valtteri Bottas   | Mercedes             | 1 min 35 s 309   | 1 min 33 s 769   | 1 min 33 s 568   |
| 4                                                                                         | Daniel Ricciardo  | Red Bull-TAG Heuer   | 1 min 35 s 991   | 1 min 34 s 495   | 1 min 33 s 577   |
| 5                                                                                         | Kimi Räikkönen    | Ferrari              | 1 min 35 s 469   | 1 min 33 s 840   | 1 min 33 s 577   |
| 6                                                                                         | Max Verstappen    | Red Bull-TAG Heuer   | 1 min 35 s 899   | 1 min 34 s 716   | 1 min 33 s 658   |
| 7                                                                                         | Esteban Ocon      | Force India-Mercedes | 1 min 35 s 849   | 1 min 35 s 113   | 1 min 34 s 647   |
| 8                                                                                         | Carlos Sainz Jr.  | Renault              | 1 min 35 s 517   | 1 min 34 s 899   | 1 min 34 s 852   |
| 9                                                                                         | Fernando Alonso   | McLaren-Honda        | 1 min 35 s 712   | 1 min 35 s 046   | 1 min 35 s 007   |
| 10                                                                                        | Sergio Pérez      | Force India-Mercedes | 1 min 36 s 358   | 1 min 34 s 789   | 1 min 35 s 148   |
| 11                                                                                        | Felipe Massa      | Williams-Mercedes    | 1 min 35 s 603   | 1 min 35 s 155   |                  |
| 12                                                                                        | Daniil Kvyat      | Toro Rosso-Renault   | 1 min 36 s 073   | 1 min 35 s 529   |                  |
| 13                                                                                        | Stoffel Vandoorne | McLaren-Honda        | 1 min 36 s 286   | 1 min 35 s 641   |                  |
| 14                                                                                        | Romain Grosjean   | Haas-Ferrari         | 1 min 36 s 835   | 1 min 35 s 870   |                  |
| 15                                                                                        | Nico Hülkenberg   | Renault              | 1 min 35 s 740   | pas de temps     |                  |
| 16                                                                                        | Marcus Ericsson   | Sauber-Ferrari       | 1 min 36 s 842   |                  |                  |
| 17                                                                                        | Lance Stroll      | Williams-Mercedes    | 1 min 36 s 868   |                  |                  |
| 18                                                                                        | Brendon Hartley   | Toro Rosso-Renault   | 1 min 36 s 889   |                  |                  |
| 19                                                                                        | Pascal Wehrlein   | Sauber-Ferrari       | 1 min 37 s 179   |                  |                  |
| 20                                                                                        | Kevin Magnussen   | Haas-Ferrari         | 1 min 37 s 394   |                  |                  |
| Temps minimal à réaliser pour la qualification : 1 min 41 s 459 (107 % de 1 min 34 s 822) |                   |                      |                  |                  |                  |

### Grille de départ
- Stoffel Vandoorne, auteur du treizième temps reçoit 25 places de pénalité pour pouvoir utiliser son neuvième moteur thermique, un onzième MGU-H, un onzième turbocompresseur et un huitième MGU-K ; il s'élance de la vingtième et dernière place[14] ;
- Brendon Hartley, auteur du  dix-huitième temps, est pénalisé d'un recul de 25 places sur la grille de départ après des changements de différents éléments de son groupe propulseur ; il s'élance finalement de la dix-neuvième place après la pénalisation de Vandoorne[15] ;
- Nico Hülkenberg, auteur du quinzième temps, est pénalisé d'un recul de 20 places après un cinquième changement de turbocompresseur ; il s'élance finalement de la dix-huitième place[16] ;
- Kevin Magnussen, auteur du vingtième temps, est pénalisé d'un recul de trois places pour avoir gêné Sergio Pérez lors de la première phase qualificative. Compte tenu des pénalités infligées aux autres pilotes, il est finalement promu à la dix-septième place[17] ;
- Max Verstappen, auteur du sixième temps recule de 15 places ; il part finalement du seizième rang[15] ;
- Lance Stroll, auteur du dix-septième temps, est pénalisé d'un recul de trois places pour avoir gêné Romain Grosjean lors de la deuxième phase qualificative. Compte tenu des pénalités infligées aux autres pilotes, il est finalement promu à la quinzième place[17].

## Course

### Classement de la course
| Pos. | no | Pilote            | Écurie               | Tours | Temps/Abandon                      | Grille | Points |
| ---- | -- | ----------------- | -------------------- | ----- | ---------------------------------- | ------ | ------ |
| 1    | 44 | Lewis Hamilton    | Mercedes             | 56    | 1 h 33 min 50 s 993 (197,169 km/h) | 1      | 25     |
| 2    | 5  | Sebastian Vettel  | Ferrari              | 56    | + 10 s 143                         | 2      | 18     |
| 3    | 7  | Kimi Räikkönen    | Ferrari              | 56    | + 15 s 779                         | 5      | 15     |
| 4    | 33 | Max Verstappen    | Red Bull-TAG Heuer   | 56    | + 16 s 768 (dont 5 s de pénalité)  | 16     | 12     |
| 5    | 77 | Valtteri Bottas   | Mercedes             | 56    | + 34 s 967                         | 3      | 10     |
| 6    | 31 | Esteban Ocon      | Force India-Mercedes | 56    | + 1 min 30 s 980                   | 6      | 8      |
| 7    | 55 | Carlos Sainz Jr.  | Renault              | 56    | + 1 min 32 s 944                   | 7      | 6      |
| 8    | 11 | Sergio Pérez      | Force India-Mercedes | 55    | + 1 tour                           | 9      | 4      |
| 9    | 19 | Felipe Massa      | Williams-Mercedes    | 55    | + 1 tour                           | 10     | 2      |
| 10   | 26 | Daniil Kvyat      | Toro Rosso-Renault   | 55    | + 1 tour                           | 11     | 1      |
| 11   | 18 | Lance Stroll      | Williams-Mercedes    | 55    | + 1 tour                           | 15     |        |
| 12   | 2  | Stoffel Vandoorne | McLaren-Honda        | 55    | + 1 tour                           | 20     |        |
| 13   | 39 | Brendon Hartley   | Toro Rosso-Renault   | 55    | + 1 tour                           | 19     |        |
| 14   | 8  | Romain Grosjean   | Haas-Ferrari         | 55    | + 1 tour                           | 12     |        |
| 15   | 9  | Marcus Ericsson   | Sauber-Ferrari       | 55    | + 1 tour (dont 5 s de pénalité)    | 13     |        |
| 16   | 20 | Kevin Magnussen   | Haas-Ferrari         | 55    | + 1 tour                           | 17     |        |
| Abd. | 14 | Fernando Alonso   | McLaren-Honda        | 24    | Moteur                             | 8      |        |
| Abd. | 3  | Daniel Ricciardo  | Red Bull-TAG Heuer   | 14    | Moteur                             | 4      |        |
| Abd. | 94 | Pascal Wehrlein   | Sauber-Ferrari       | 5     | Accrochage                         | 14     |        |
| Abd. | 27 | Nico Hülkenberg   | Renault              | 3     | Pression d'huile                   | 18     |        |

### Pole position et record du tour
- Pole position :  Lewis Hamilton (Mercedes) en 1 min 33 s 108 (213,159 km/h)[19].
- Meilleur tour en course :  Sebastian Vettel (Ferrari) en 1 min 37 s 766 (203,003 km/h) au cinquante-et-unième tour[20].

### Tours en tête
- Lewis Hamilton (Mercedes) : 48 tours (6-19 / 23-56)[21]
- Sebastian Vettel (Ferrari) : 5 tours (1-5)
- Max Verstappen (Red Bull-TAG Heuer) : 2 tours (21-22)
- Kimi Räikkönen (Ferrari) : 1 tour (20).

### Remise des trophées
- Vainqueur : Bill Clinton, ancien président des États-Unis ;
- Constructeurs : Usain Bolt, athlète olympique ;
- Deuxième : Bobby Epstein, président du Circuit des Amériques ;
- Troisième : Nicholas Craw, PDG de ACCUS.

## Classements généraux à l'issue de la course
| Pos. | Pilote            | Écurie               | Points |
| ---- | ----------------- | -------------------- | ------ |
| 1    | Lewis Hamilton    | Mercedes             | 331    |
| 2    | Sebastian Vettel  | Ferrari              | 265    |
| 3    | Valtteri Bottas   | Mercedes             | 244    |
| 4    | Daniel Ricciardo  | Red Bull-TAG Heuer   | 192    |
| 5    | Kimi Räikkönen    | Ferrari              | 163    |
| 6    | Max Verstappen    | Red Bull-TAG Heuer   | 123    |
| 7    | Sergio Pérez      | Force India-Mercedes | 86     |
| 8    | Esteban Ocon      | Force India-Mercedes | 73     |
| 9    | Carlos Sainz Jr.  | Toro Rosso-Renault   | 54     |
| 10   | Felipe Massa      | Williams-Mercedes    | 36     |
| 11   | Nico Hülkenberg   | Renault              | 34     |
| 12   | Lance Stroll      | Williams-Mercedes    | 32     |
| 13   | Romain Grosjean   | Haas-Ferrari         | 28     |
| 14   | Kevin Magnussen   | Haas-Ferrari         | 15     |
| 15   | Stoffel Vandoorne | McLaren-Honda        | 13     |
| 16   | Fernando Alonso   | McLaren-Honda        | 10     |
| 17   | Jolyon Palmer     | Renault              | 8      |
| 18   | Pascal Wehrlein   | Sauber-Ferrari       | 5      |
| 19   | Daniil Kvyat      | Toro Rosso-Renault   | 5      |

| Pos.     | Écurie               | Points |
| -------- | -------------------- | ------ |
| Champion | Mercedes             | 575    |
| 2        | Ferrari              | 428    |
| 3        | Red Bull-TAG Heuer   | 315    |
| 4        | Force India-Mercedes | 159    |
| 5        | Williams-Mercedes    | 68     |
| 6        | Toro Rosso-Renault   | 53     |
| 7        | Renault              | 48     |
| 8        | Haas-Ferrari         | 43     |
| 9        | McLaren-Honda        | 23     |
| 10       | Sauber-Ferrari       | 5      |

## Statistiques
Le Grand Prix des États-Unis 2017 représente :
- la 72e pole position de Lewis Hamilton[24] ;
- la 62e victoire de Lewis Hamilton[25] ;
- la 75e victoire de Mercedes en tant que constructeur[26] ;
- la 161e victoire de Mercedes en tant que motoriste[27] ;
- le 4e titre consécutif de champion du monde des constructeurs de Mercedes Grand Prix[28]
- le 1er départ en Grand Prix de Brendon Hartley, premier pilote néo-zélandais à prendre le départ d'un Grand Prix depuis Mike Thackwell en 1984[29].
- la 9e quinzième place en Grand Prix pour Marcus Ericsson, nouveau record[30].
- la 5e neuvième place de la saison pour Felipe Massa, nouveau record[30].

Au cours de ce Grand Prix :
- Lewis Hamilton part pour la 117e fois de sa carrière en première ligne, il bat ainsi le précédent record de Michael Schumacher[31] ;
- Esteban Ocon établit le nouveau record de courses terminées consécutivement par un pilote débutant. Avec 26 arrivées en autant de courses depuis ses débuts chez Manor Racing en 2016 au Grand Prix de Belgique, il bat le précédent record de Max Chilton établi entre 2013 et 2014 ; le record du nombre d'arrivées consécutives reste détenu par Nick Heidfeld (33 entre 2007 et 2009)[32] ;
- Max Verstappen est élu « Pilote du jour » lors d'un vote organisé sur le site officiel de la Formule 1[33] ;
- Mika Salo (110 Grands Prix disputés entre 1994 et 2002, deux podiums et 33 points inscrits, vainqueur de la catégorie GT2 des 24 Heures du Mans en 2008 et 2009, du championnat American Le Mans Series en 2007 et des 12 Heures de Bathurst en 2014) est nommé assistant des commissaires de course pour ce Grand Prix[34].